# Kind van de duivel
Kind van de duivel is een single van de Nederlandse rapper Jebroer en de dj Paul Elstak uit 2017. Het stond in 2016 als elfde track op het album Elf11 van Jebroer.

## Achtergrond
Kind van de duivel is geschreven door Tim Kimman en Jordy Buijs en geproduceerd door Paul Elstak en Dr Phunk. Het is een hardstylenummer met rap dat gaat over iemand die zich gedraagt alsof het zijn laatste dag op deze wereld is en hij het kind van de duivel is. Het nummer is volgens de rapper een ode aan het muziekgenre hardcore. Het is niet het eerste nummer van de rapper in het genre, die eerder met Stepherd & Skinto het vergelijkbare nummer Banaan bracht. Hij zegt dat hij het lied heeft gemaakt om de jeugd kennis te laten maken met "hardere muziekstijlen". De single heeft in Nederland de drievoudige platina status.
Dit kennismaken met de muziekstijl is terug te zien in de videoclip. Hierin is een jongen te zien die de oude hardcorekleding van zijn vader vindt. Hij trekt deze aan en loopt als gabber over straat. Hij vindt ook een pistool in de doos met hardcore memorabilia. Als zijn ouders ontdekken dat hij dit pistool heeft, schiet hij zichzelf per ongeluk dood. Hierna volgt in de muziekvideo de begrafenis van de jongen, waarbij verschillende gabbers hun eer betogen. De videoclip is door de rapper zelf geregisseerd. Hierover vertelde hij het volgende:
"Ja ik heb het zelf bedacht en geregisseerd. Ik had het eerst uitgezet naar verschillende regisseurs, maar die kwamen allemaal aanzetten met monsters en duivels enzo. Dat vond ik niet echt tof. Toen bedacht ik me dat ik eigenlijk een korte film wilde maken en deed ik het gewoon zelf."

## Hitnoteringen
Ondanks de controverses van het lied, was het zowel in België als in Nederland een hitsucces. In de Vlaamse Ultratop 50 piekte het op de vijfde plaats en stond het dertien weken in de lijst. De piekpositie in de Nederlandse Single Top 100 was de 25e plaats. Het was 28 weken in de lijst te vinden. In de acht weken dat het in de Nederlandse Top 40 stond, piekte het op de 32e plek.

## Andere versies
De rapper heeft meerdere verschillende versies van het nummer opgenomen. In de periode dat het lied verboden werd op Belgische scholen, zong de rapper het nummer met een Brussels kinderkoor. Daarnaast namen Jebroer en Paul Elstak het nummer ook op in het Duits met de titel Kind Eines Teufels, maar het werd geen succes in het Duitse taalgebied. De radio-dj Frank van der Lende van Radio 3FM nam een parodie van het nummer op, getiteld Kindje van Jezus.